# マルチモーダル・インタフェース
マルチモーダル・インタフェース（英語：multimodal interface）は、視覚・聴覚を含め、複数（multi）のコミュニケーションモードを利用し、システムとインタラクションを行う、インターフェースの様式（modal）のことを言う。最近では、視覚（例えば、ディスプレイやキーボード、マウス）によって行う操作を、声（出力に音声合成、入力に音声認識）におきかえる、音声インターフェースが積極的に開発されている。それ以外にも、タッチパネルによる操作や、仮想の物体を触りながら操作するインターフェースなども存在する。
視覚・聴覚以外にも触覚や力覚、前庭感覚、嗅覚などが利用される。バーチャルリアリティでは、視聴覚以外のインターフェースモードが積極的に利用される。